# Encyclia microbulbon
Encyclia microbulbon är en orkidéart som först beskrevs av William Jackson Hooker, och fick sitt nu gällande namn av Rudolf Schlechter. Encyclia microbulbon ingår i släktet Encyclia och familjen orkidéer. Inga underarter finns listade i Catalogue of Life.